# McLaughlin (constructeur automobile)
Pour les articles homonymes, voir McLaughlin.

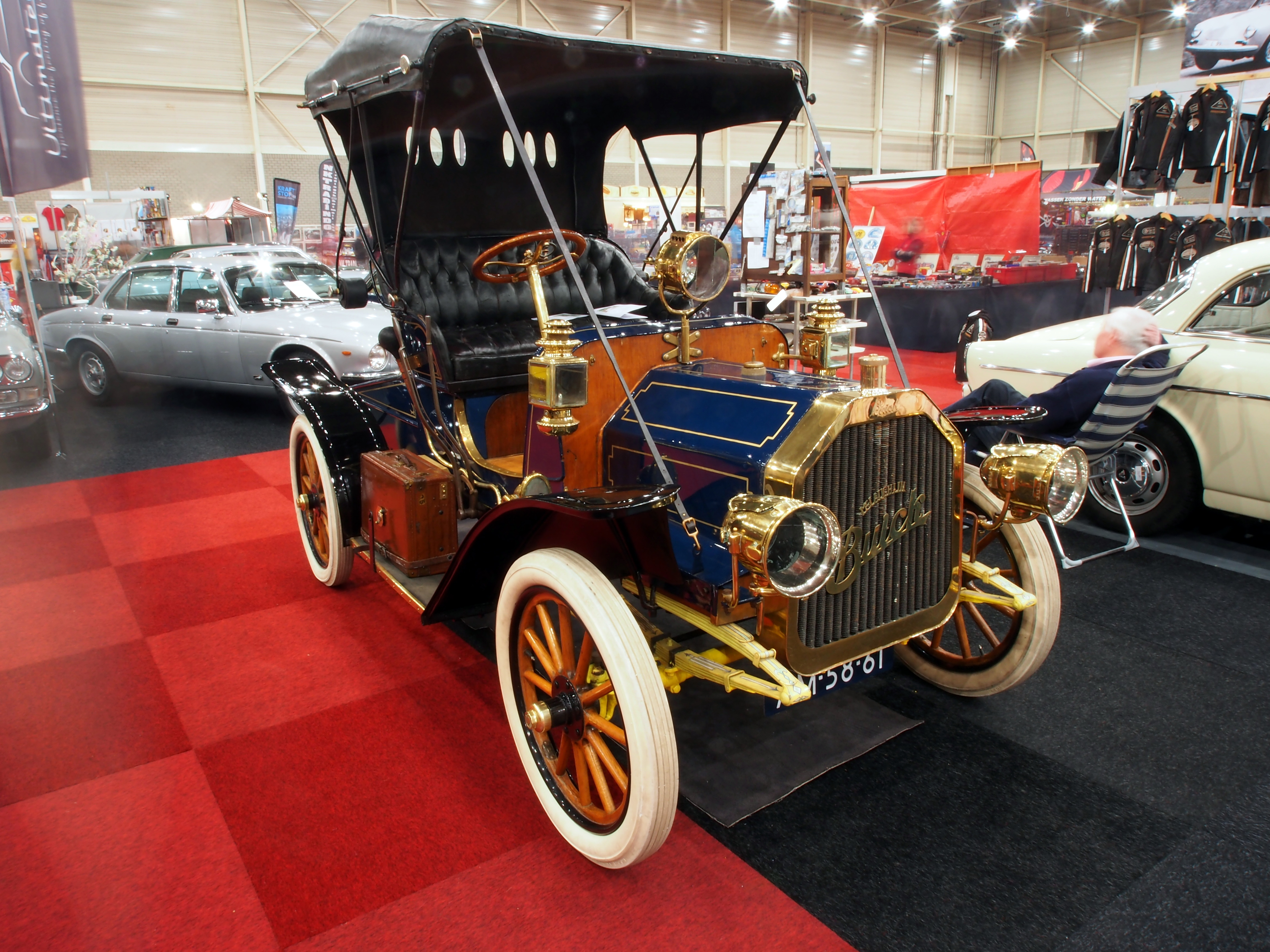
McLaughlin-Buick Model G.

McLaughlin Motor Car Company Limited est un constructeur automobile canadien dont le siège se trouvait à Oshawa (Ontario). Fondée par Robert McLaughlin (en), elle a été un temps la plus grande usine de fabrication de voitures hippomobiles de l'Empire britannique.
Robert McLaughlin commence à construire des voitures hippomobiles en 1867. Vers 1905, Sam, le fils de Robert, commence à construire des automobiles. En 1907, l'entreprise se développe pour inclure la fabrication de voitures McLaughlin équipées de moteurs Buick. En 1915, l'entreprise fabrique des véhicules Chevrolet pour les marchés américain et canadien.
Le secteur des voitures hippomobiles est ensuite vendu à Carriage Factories Limited d'Orillia (Ontario). James Brockett Tudhope's Carriage Factories met fin à la production de voitures pour se consacrer à la fabrication de pièces de camions et de voitures. L'entreprise Tudhope est vendue en 1924 à Cockshutt Plow Company et fusionne avec Canada Carriage and Body Limited de Brantford (Ontario), qui appartient à Cockshutt Plow. L'entreprise de Brantford s'appelle aujourd'hui Trailmobile Canada.
En 1918, McLaughlin est rachetée par General Motors et fusionne avec General Motors Canada (en).